# Geolycosa iaffa
Geolycosa iaffa là một loài nhện trong họ Lycosidae.
Loài này thuộc chi Geolycosa. Geolycosa iaffa được Embrik Strand miêu tả năm 1913.